# Wang Xiang
Wang Xiang (184 - 30 de abril de 268), de nombre de cortesía Xiuzheng, fue un político chino que vivió durante el final de la dinastía Han Oriental (25-220), el periodo de los Tres Reinos (220-280) y el principio de la dinastía Jin Occidental (266-316) de China. Ocupó los más altos cargos del gobierno, como el de ministro de Obras (司空) y gran comandante (太尉) en el estado de Cao Wei durante el periodo de los Tres Reinos, y el de gran protector (太保) durante la dinastía Jin Occidental. También fue uno de Los veinticuatro ejemplos de piedad filial.